# Лесное (Железинский район)
Лесное (каз. Лесное) — село в Железинском районе Павлодарской области Казахстана. Расположено в 233 км к северо-западу от областного центра — Павлодара и в 50 км к северо-востоку от районного центра — Железинки. Административный центр сельского округа Лесной. Код КАТО — 554249100.

## История
Лесное было центральной усадьбой бывшего зернового совхоза «Урлютюбский», который в 1942 году выделился из совхоза «Прииртышский». В 1957 году в его состав вошёл колхоз имени Ленина.

## Население
В 1985 году в селе жили 1289 человек. В 1999 году население села составляло 772 человека (371 мужчина и 401 женщина). По данным переписи 2009 года, в селе проживало 464 человека (224 мужчины и 240 женщин).